# Prințesa Theodora a Greciei și Danemarcei (1906–1969)
Prințesa Theodora a Greciei și Danemarcei (greacă Πριγκίπισσα Θεοδώρα της Ελλάδας και Δανίας; 30 mai 1906 – 16 octombrie 1969) a fost a doua fiică a Prințului Andrei al Greciei și Danemarcei și a Prințesei Alice de Battenberg. S-a născut în Grecia în insula Corfu.
Theodora a fost sora Prințului Filip, Duce de Edinburgh, soțul reginei Elisabeta a II-a a Regatului Unit. De asemenea, ea a avut trei surori: Prințesa Margarita, Prințesa Cecilie și Prințesa Sofia.
Theodora s-a căsătorit cu Berthold, Margraf de Baden la 17 august 1931 la Neues Schloß, Baden-Baden, Germania. Ei au avut trei copii. Theodora a murit la 16 octombrie 1969 la Büdingen, Germania, supraviețuind soțului ei șase ani. Mama ei, Prințesa Alice, a murit la cinci săptămâni după ea, la 5 decembrie 1969.
Prin tatăl ei, a fost nepoata regelui George I al Greciei și a reginei Olga Constantinova a Rusiei (nepoată a țarului Nicolae I al Rusiei). Prin mama ei a fost stră-strănepoata reginei Victoria și a Prințului Albert. Mama ei a fost nepoata Prințesei Alice, a doua fiică a reginei Victoria.